# 叛逆之聲
《叛逆之聲》（英語：Pistol）是一部美國傳記迷你影集，由克雷格·皮爾斯主創。該劇於2021年宣布，並將由丹尼·鮑伊指導。2022年5月31日於FX on Hulu首播。

## 概要
劇情圍繞在樂團性手槍吉他手史蒂夫·瓊斯以及樂團如何竄紅又落得聲名狼藉。

## 演員名單
- 陶比·華勒斯（Toby Wallace） 飾演 史蒂夫·瓊斯（英语：Steve Jones (musician)）
- 安森·布恩（Anson Boon） 飾演約翰·里頓
- 路易·帕特里奇 飾演 席德·維瑟斯
- 雅各·史萊特（Jacob Slater） 飾演 保羅·庫克
- 克利斯蒂安·里斯（Christian Lees） 飾演 格倫·馬特洛克（英语：Glen Matlock）
- 狄倫·路威靈（英语：Dylan Llewellyn） 飾演 瓦利·南丁格爾（英语：Wally Nightingale）
- 悉妮·錢德勒（Sydney Chandler） 飾演 克里西·海特
- 艾瑪·阿普爾頓 飾演 南希·斯龐根
- 梅西·威廉斯 飾演 潘蜜拉·魯克（英语：Pamela Rooke）
- 湯瑪士·桑格斯特 飾演 馬爾康·麥拉倫（英语：Malcolm McLaren）
- 妲露拉·萊莉 飾演 薇薇安·魏斯伍德
- 艾麗絲·洛（英语：Iris Law） 飾演 蘇·貓女（英语：Soo Catwoman）

## 製作
該影集由克雷格·皮爾斯創造，於2021年1月由FX電視網預定六集，全部都由丹尼·鮑伊指導。陶比·華勒斯（Toby Wallace）會飾演史蒂夫·瓊斯，而梅西·威廉斯則會飾演其中一個常設角色。湯瑪士·桑格斯特，妲露拉·萊莉 和 艾麗絲·洛於同年3月拍攝開始時加入演員陣容。